# شيركان (أرومية)
شيركان هي قرية في مقاطعة أرومية، إيران. عدد سكان هذه القرية هو 61 في سنة 2006.